# جورج كينغ (كرة سلة)
جورج كينغ (بالإنجليزية: George King) مواليد 16 أغسطس 1928 في تشارلستون - الوفاة 5 أكتوبر 2006، كان مدرب كرة سلة أمريكي ولاعب. بدأ مسيرته الاحترافية في سنة 1951. تم اختياره من قبل فريق شيكاغو ستايغس خلال الدرافت. بلغ طوله 6 قدم 0 بوصة (1.8 م). اعتزل اللعب في 1958. فاز بلقب دوري إن بي إيه. لعب مع فيلادلفيا سفنتي سيكسرز وسكرامنتو كينغز.

## روابط خارجية
- جورج كينغ على موقع إن بي أي (الإنجليزية)
- جورج كينغ على موقع سبورتس رفرنس (الإنجليزية)
- جورج كينغ على موقع ريلجم (الإنجليزية)
- جورج كينغ على موقع كلية كرة السلة في سبورتس رفرنس.كوم (الإنجليزية)